# Памятник Ферсману
Памятник А. Е. Ферсману — памятник академику АН СССР А. Е. Ферсману в центре города Апатиты. Расположен в парке на улице Ферсмана у Горного института КНЦ РАН.

## История
Памятник Академику Александру Евгеньевичу Ферсману открыт 25 ноября 1980 года, в честь 50-летия со дня основания Хибинской горной станции АН СССР имени Кирова, впоследствии ставшей Кольским научным центром.

## Описание
Автор памятника — скульптор Е. Б. Преображенская (1943-2008).
Памятник полностью выполнен из красного уральского гранита. Е. Б. Преображенская выбрала этот материал не случайно: Ферсман посвятил изучению Урала не один год.
Представляет собой высокий постамент с бюстом А. Е. Ферсмана на вершине. В таком положении учёный изображен на некоторых своих портретах.
На постаменте высечена надпись: «АКАДЕМИК А. Е. ФЕРСМАН».